# Petit monarque
Danaus chrysippus
Espèce
Le Petit monarque (Danaus chrysippus) est une espèce de lépidoptères (papillons) de la famille des Nymphalidae et de la sous-famille des Danainae. Il est largement répandu en Afrique et en Asie tropicale, et peut également être observé dans le Sud de l'Europe.

## Noms vernaculaires
- En français : le Petit monarque, le Monarque africain.
- En anglais : plain tiger, African monarch, African queen.
- En allemand : Kleiner Monarch, Afrikanischer Monarch, Gewöhnlicher Tiger.
- En néerlandais : kleine monarchvlinder.

## Description

### Papillon
L'imago de Danaus chrysippus est un grand papillon au dessus orange clair bordé de brun-noir, avec l'apex des ailes antérieures brun-noir à taches blanches. Le revers des ailes est similaire, avec une bordure noire à points blancs, et une tache androconiale à l'aile postérieure chez le mâle.

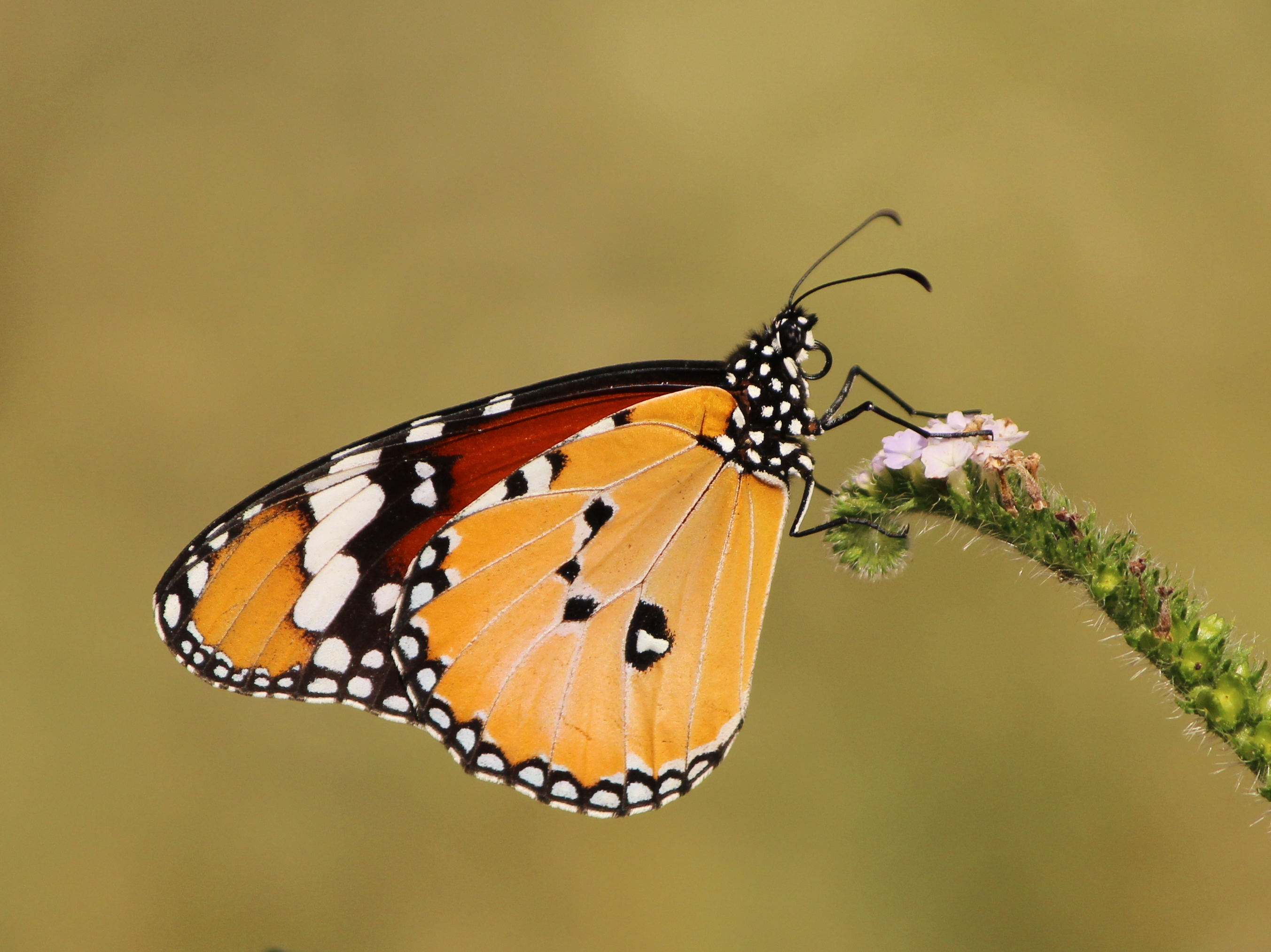
Revers d'un mâle, reconnaissable à la tache noire supplémentaire à l'aile postérieure.
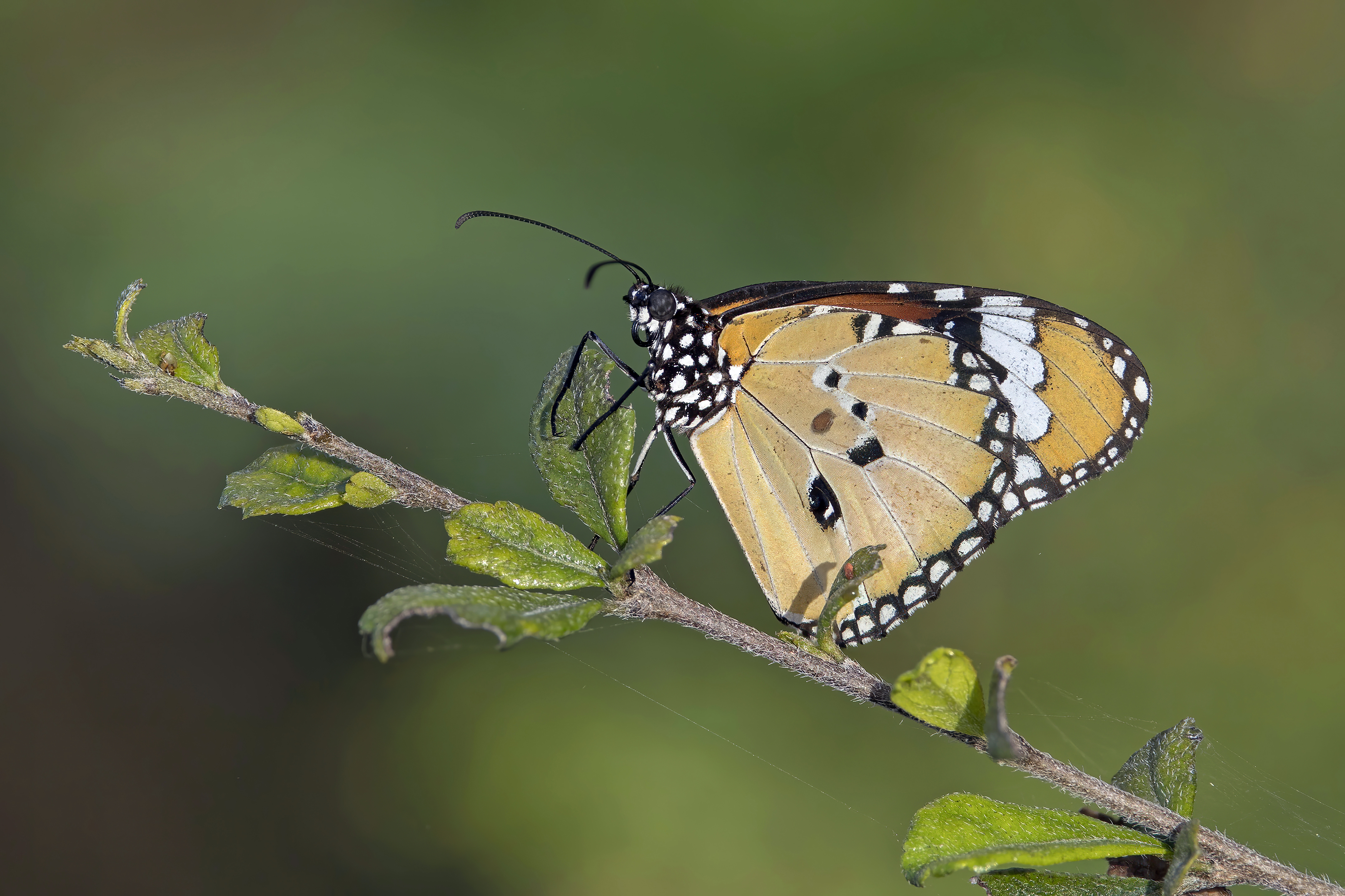
Petit monarque mâle vers ตำบลฉลอง (อำเภอเมืองภูเก็ต) (th), dans la province de Phuket, Thaïlande. Avril 2022.
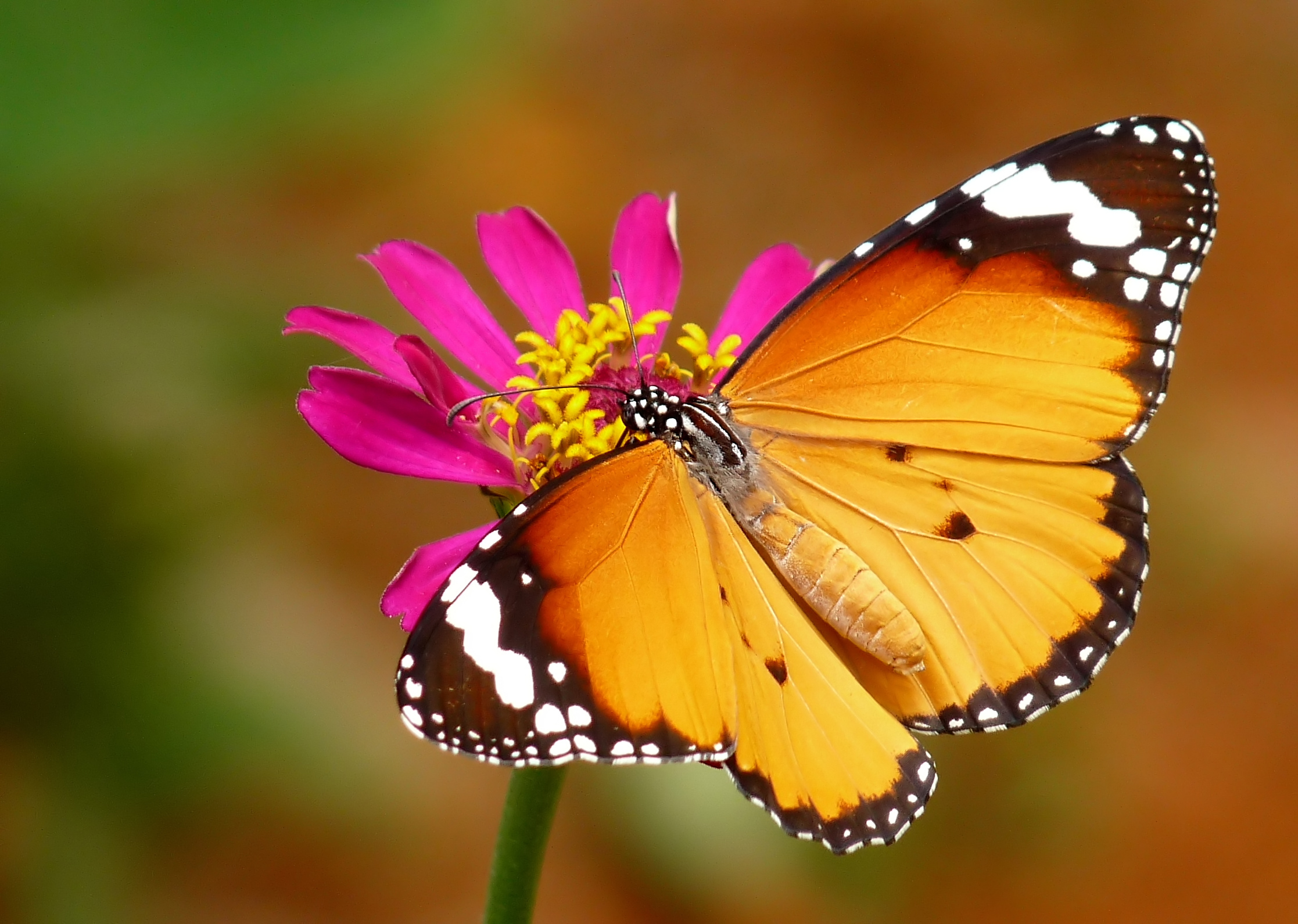
Petit monarque en Inde

Il existe des variations géographiques, notamment en Afrique, avec la morphe typique répandue de l'Égypte à l'Afrique du Sud et à Madagascar, la morphe (ou sous-espèce) dorippus (Klug, 1845), dépourvue de zone apicale noire à taches blanches, présente en Afrique orientale et en Somalie, et la morphe alcippus (Cramer, 1777), aux ailes postérieures blanchâtres, présente en Afrique occidentale. Ces trois formes principales sont largement sympatriques en l'Afrique centrale (Ouganda et alentours), où elles s'hybrident,.

#### Espèces ressemblantes
Le Monarque (Danaus plexippus) présente des nervures noires au recto et encore plus marquées au verso.
D. chrysippus est un modèle de mimétisme batésien, notamment pour la femelle du Nymphale du pourpier (Hypolimnas misippus) qui présente un polymorphisme semblable (mais sans correspondance géographique) aux formes de D. chrysippus.

### Premiers stades
Les œufs sont blancs ainsi que la jeune chenille. Puis elle est annelée de jaune et de noir.

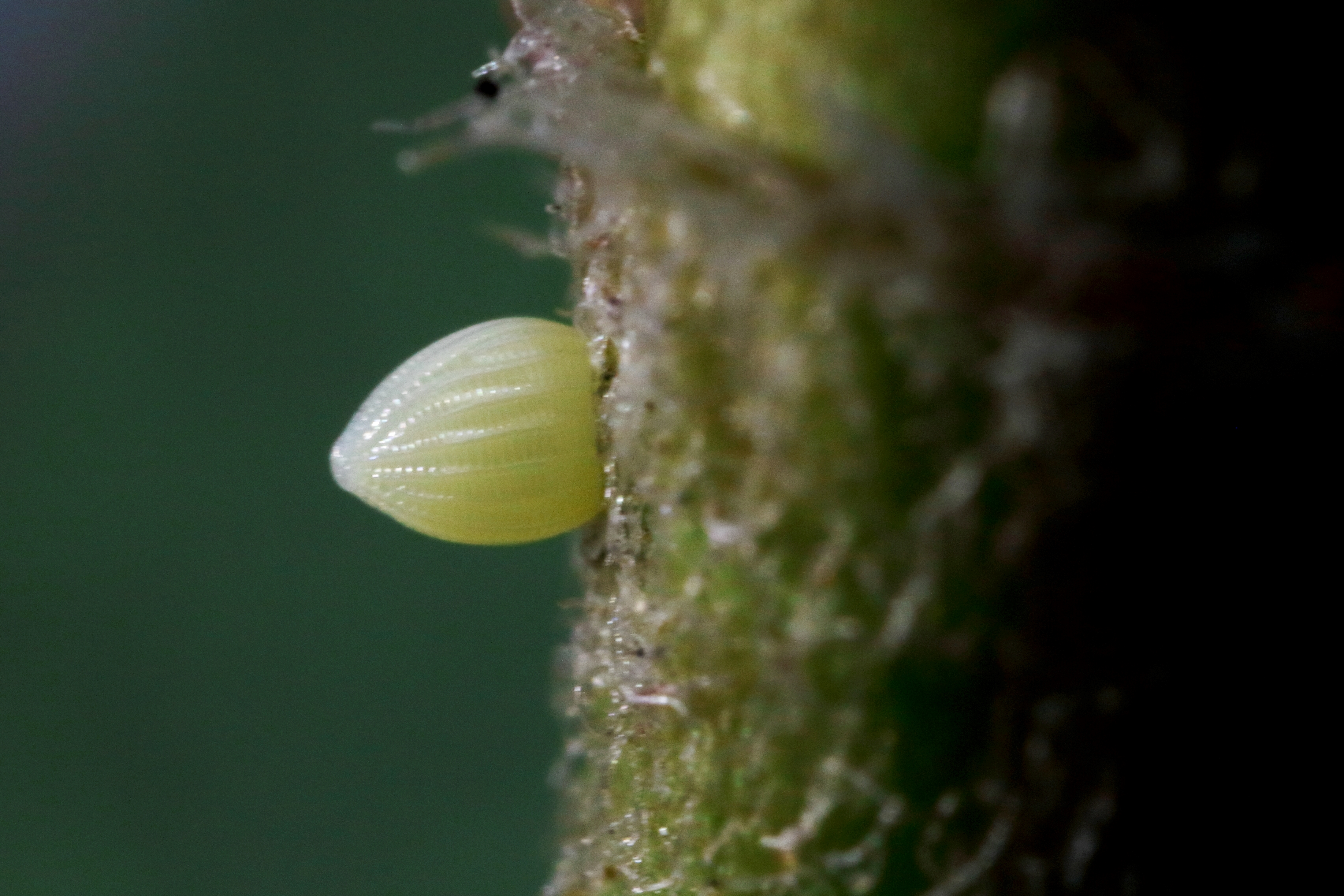
Œuf.
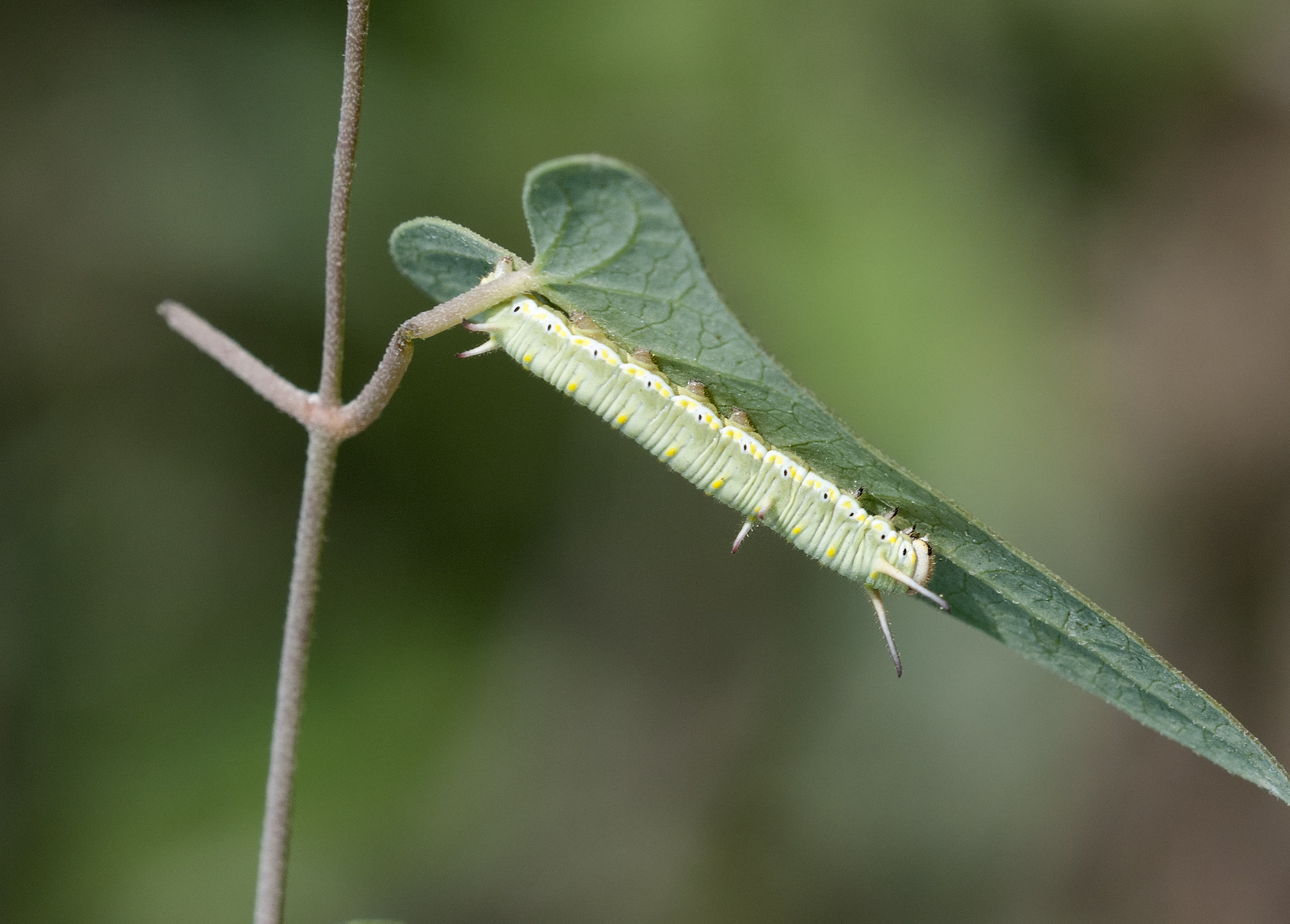
Chenille.
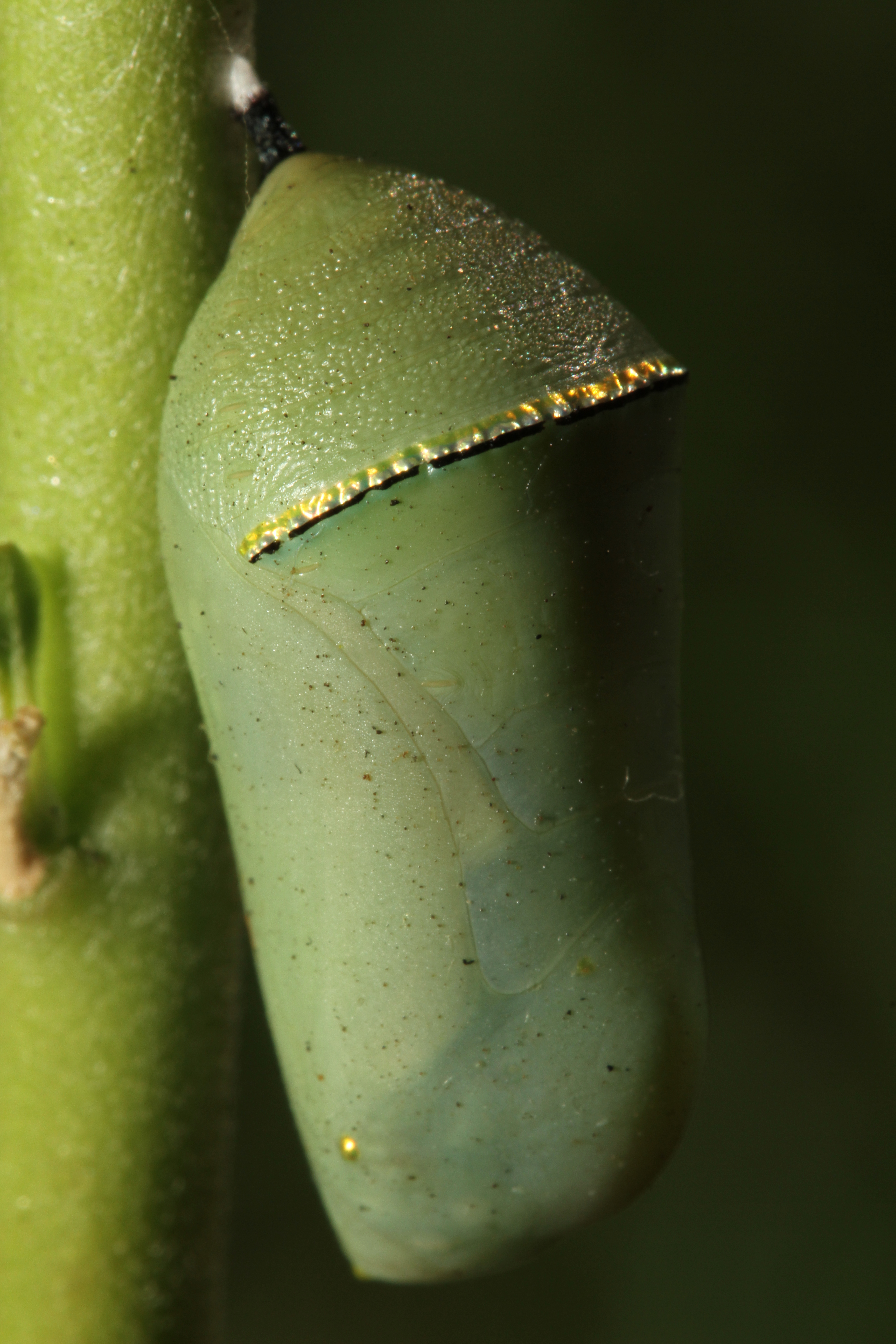
Chrysalide.
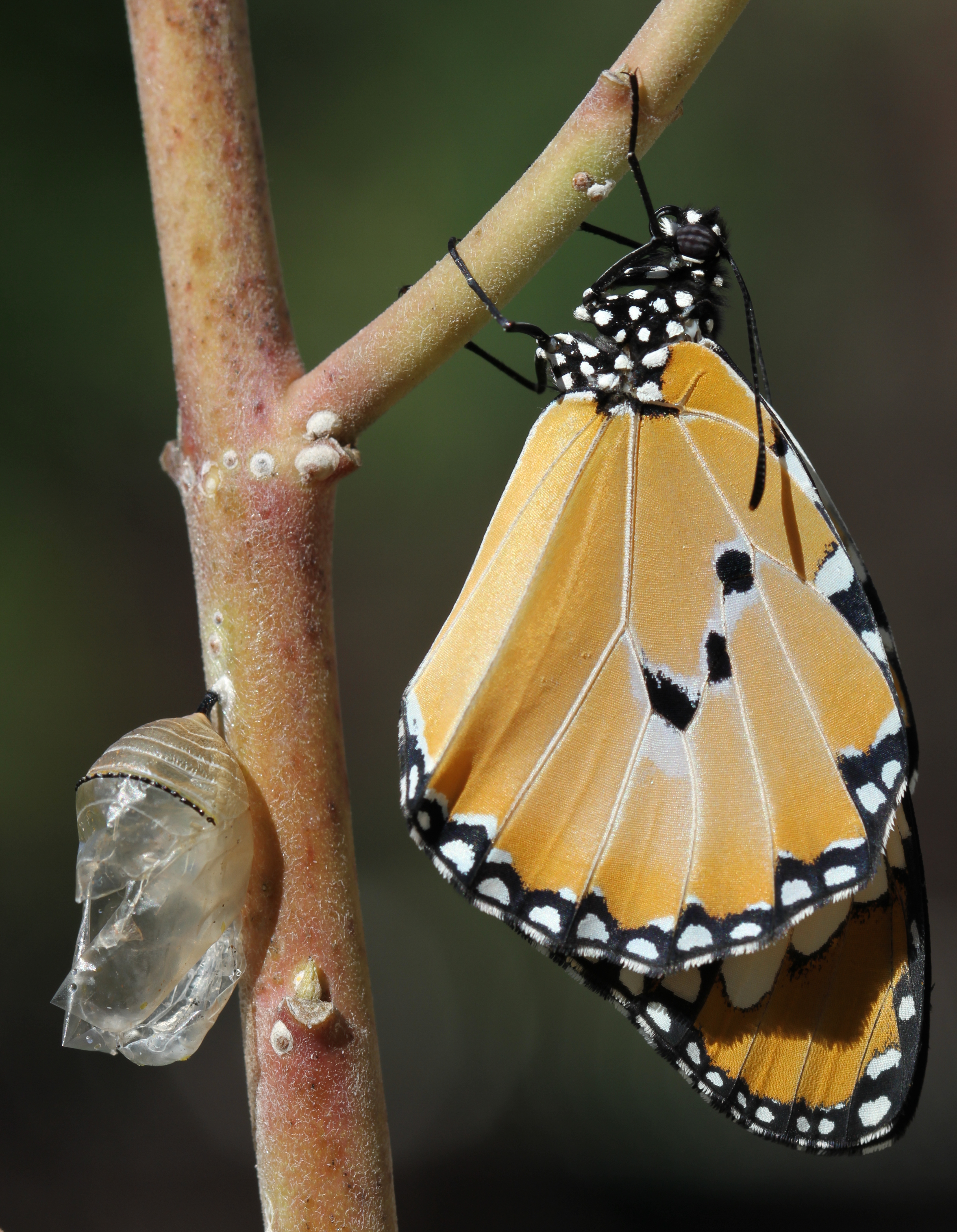
Imago après l'émergence.

## Biologie

### Phénologie
L'espèce est multivoltine. Aux îles Canaries, les chenilles et les papillons sont observés tous les mois. En Afrique du Nord, les papillons volent de mars à novembre, et sur la côte méditerranéenne de l'Espagne et de la France, de mai à octobre, ces vols provenant de migrations printanières.
Le cycle biologique a une durée d'un mois en Afrique tropicale et en Inde, et il n'y a pas de diapause[réf. souhaitée].

### Plantes hôtes
Les plantes hôtes sont des Asclepias, notamment Asclepias physocarpa, A. curassavica, A. fruticosa et A. rotundifolia, et d'autres espèces dont Calotropis gigantea, Calotropis procera, Cynanchum carnosum, Cynanchum floribundum, Marsdenia australis, Pentatropis atropurpurea, Pentatropis quinquepartita et Staphelia grandiflora, Staphelia variegata.

## Distribution et biotopes

### Aire de répartition

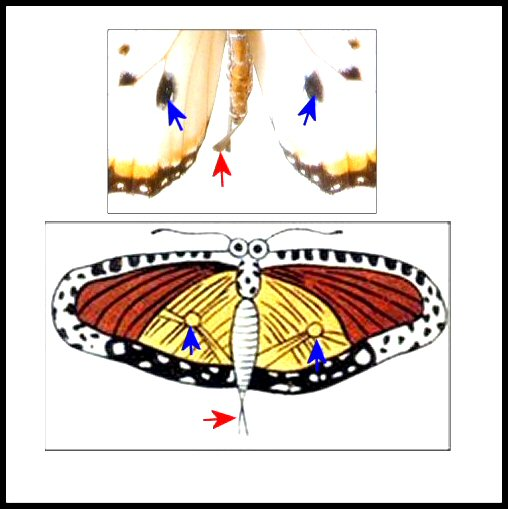
Représentation du Monarque africain, avec ses détails anatomiques, dans un tombeau égyptien du Moyen Empire. Les pinceaux abdominaux de poils exsertiles (flèches rouges) et les poches alaires (flèches bleues) ont été reproduits par l'artiste antique.

Le Petit Monarque est sédentaire en Afrique, aux îles Canaries, en Arabie saoudite, en Asie du Sud (il est un des papillons les plus communs en Inde), et en Asie du Sud-Est jusqu'à l'Indonésie,. Il est remplacé en Océanie par l'espèce voisine Danaus petilia.
Dans certaines régions, Danaus chrysippus est un migrateur sur un vaste domaine, comme en Asie  dans l'Himalaya[réf. souhaitée].
En Égypte, il avait été déjà remarqué dans l'Antiquité et représenté dans des hypogées, notamment un tombeau de Beni Hassan (Moyen Empire égyptien, XIIe dynastie), avec un luxe extraordinaire de détails anatomiques).
Résident et surtout migrateur localement commun au Maroc dans la vallée de Souss, il est migrateur en Algérie (signalé de Touggourt et Ghardaïa. Une forte migration vers l'est a été observée en 1983 dans la région de Tizi Ouzou) et en Tunisie (notamment Sousse et Sfax)[réf. souhaitée].
Il est sédentaire aux îles Canaries à La Palma et La Gomera, il est très localisé à Fuerteventura, et n'est sans doute plus résident à Tenerife et Grande Canarie. Il est un migrateur accidentel aux Açores.
En Europe, sa présence est sporadique sur les côtes méditerranéennes, notamment dans le Sud de l'Espagne (Malaga et Almería) et de la France où des colonies sont implantées, en Corse, en Sardaigne, dans l'Ouest de l'Italie, en Sicile, au Monténégro, en Albanie, dans l'Ouest et Sud de la Grèce (en Crète, et une importante migration vers le sud a été observée à Corfou en 1989[réf. souhaitée]).
Dans le Sud de la France, il a été observé dans tous les départements de la côte méditerranéenne. La chenille a été observée sur Cynanchum acutum à Palavas-les-Flots (Hérault).

### Biotopes
Le Petit monarque affectionne les lieux broussailleux, arides de basse ou moyenne altitude situés près des jardins.

### Observations dans l'Ouest de l'Hérault

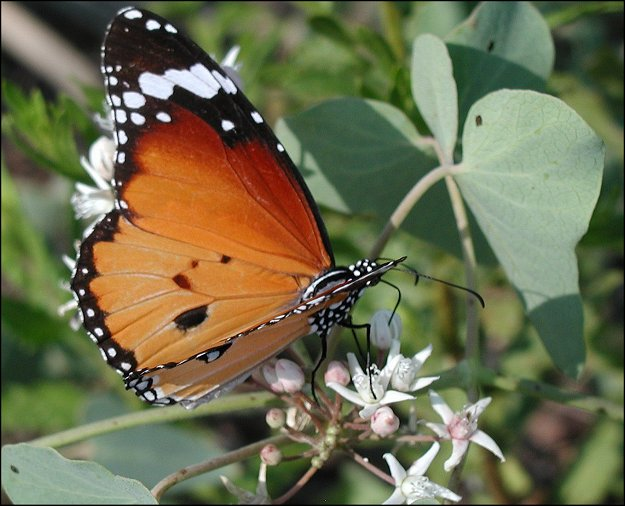
Imago mâle butinant la Scammonée de Montpellier.

Durant l'été caniculaire 2003, le Petit Monarque a été observé dans l'Ouest de l'Hérault, sur la rive gauche de l'Aude et en bordure de l'étang de Vendres, où son biotope incluait de la phragmitaie et surtout la ripisylve du fleuve côtier. Cette dernière est remarquable par la présence d'une liane, la Scammonée de Montpellier, Cynanchum acutum, en populations nombreuses. Une série d'observations, du 4 août au 25 septembre, a montré que le Monarque se nourrit essentiellement du nectar de cette Asclepiadacée indigène qui lui fournit, comme à la chenille,  des cardénolides cardiotoxiques protecteurs le rendant incomestible pour plusieurs prédateurs. Fait particulier, il recherche également les capitules des Séneçons, notamment Senecio inaequidens, surtout lorsqu'ils sont flétris ou même desséchés et portent alors des akènes. Ce curieux manège pourrait traduire l'absorption d'alcaloïdes de la pyrrolizidine (PAs), substances connues par ailleurs comme hépatotoxiques et cancérigènes, également  fournies  à des Danainae d'autres espèces par les Senecioneae, Eupatorieae et Fabaceae.  Elles sont des précurseurs chimiques de la danaidone, phéromone sexuelle mâle libérée par les androconie et pourraient aussi contribuer à rendre les Monarques immangeables.

## Systématique
L'espèce actuellement appelée Danaus chrysippus a été décrite par le naturaliste suédois Carl von Linné en 1758, sous le nom initial de Papilio chrysippus,.

### Synonymes
D'après FUNET Tree of Life (3 novembre 2019) :
- Papilio chrysippus Linnaeus, 1758 — protonyme
- Papilio asclepiadis Gagliardi, 1811
- Limnas bowringi Moore, 1883
- Danais clarippus Weymer, 1884
- Limnas klugii Butler, [1886]
- Salatura chrysippus (Linnaeus, 1758)
- Limnas chrysippus (Linnaeus, 1758)
- Anosia chrysippus (Linnaeus, 1758)

### Sous-espèces

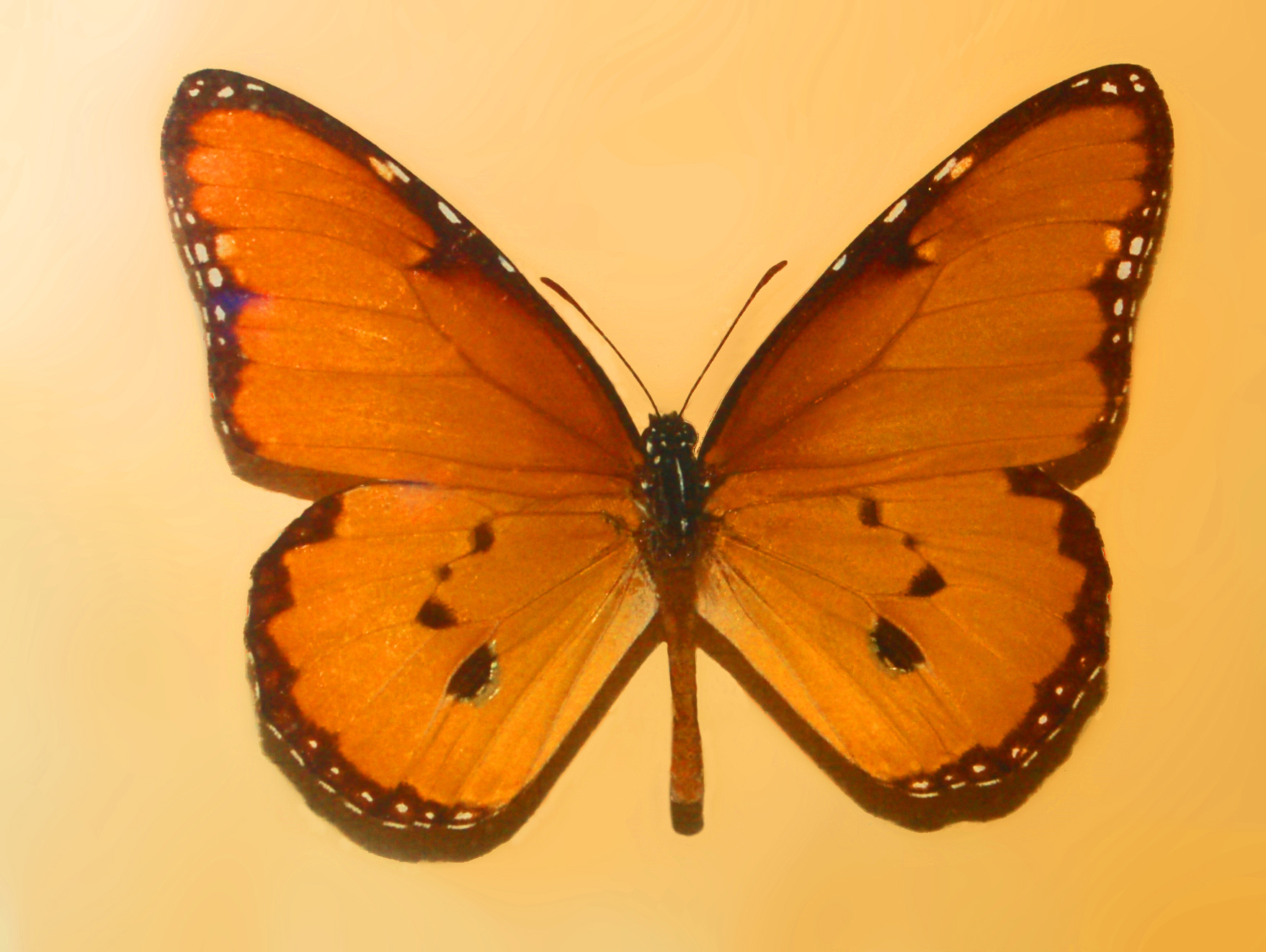
Sous-espèce dorippus.

L'espèce est divisée en plusieurs sous-espèces géographiques, plus ou moins reconnues selon les auteurs, :
- Danaus chrysippus chrysippus (Linnaeus, 1758) — en Europe, en Afrique du Nord, en Asie du Sud et du Sud-Est.
- Danaus chrysippus alcippus (Cramer, [1777]) — dans l'Ouest de l'Afrique.
- Danaus chrysippus dorippus (Klug, 1845) — dans l'Est de l'Afrique.
- Danaus chrysippus orientis (Aurivillius, 1909) — dans le Sud de l'Afrique.
- Danaus chrysippus gelderi (Snellen, 1891) — à Célèbes.
- Danaus chrysippus bataviana (Moore, 1883) — à Java, aux Petites îles de la Sonde et dans les îles alentour.
- Danaus chrysippus cratippus (C. Felder, 1860) — aux Moluques et à Timor.

Le taxon océanien Danaus petilia (Stoll, 1790), présent notamment en Australie, en Nouvelle-Guinée et en Nouvelle-Zélande, était considéré comme une sous-espèce de D. chrysippus, mais est désormais une espèce distincte.

## Philatélie
Il existe un timbre représentant ce papillon au Sénégal[réf. souhaitée], ainsi qu'au Sultanat d'Oman en 1999.